# Рамон Марія Нарваес
Дон Рамон Марія де Нарваес-і-Кампос, 1-й герцог де Валенсія (ісп. Don Ramón María de Narváez y Campos, 1. Duque de Valencia; 5 серпня 1800 — 23 квітня 1868) — іспанський військовик і політик, сім разів очолював уряд Іспанії.

## Кар'єра
У 1830-их роках брав участь у боротьбі проти карлістів. До 1840 року підтримував Бальдомеро Еспартеро, але потім долучився до камарильї, що була на боці королеви-регентки. Після невдалої спроби повалення Еспартеро 1841 року Нарваес втік до Франції.
Повернувшись за рік до Мадрида, зумів зв'язатись із прогресистами та з їхньою допомогою, а також за допомогою армійських частин, що перейшли на його бік, повалив Еспартеро. Усунувши конкурентів, у тому числі й союзників, Нарваес очолив уряд, ставши фактично диктатором Іспанії в 1843—1851 роках. Його врядування не було однозначним, оскільки він то схилявся до поміркованого консерватизму з ліберальними елементами, то займав різко клерикальну й анти-ліберальну позицію. Основними його перетвореннями стали податкова реформа, проведена Алехандро Моном, 1844 року було створено Громадянську гвардію під командуванням герцога Ахумади, Педро Підель реорганізував державну освіту, було припинено продаж церковної власності, вжито кроків до адміністративної централізації, запроваджено суд присяжних, прийнято новий закон про вибори. 1847 року Нарваес відрядив війська до Італії з метою відновлення світської влади папи в Римі. 1851 року уклав з Римом конкордат. Загалом, його правління спровокувало повалення королеви Ізабелли невдовзі після його смерті.